# Shabu
Shabu ist ein niederländischer Film in dokumentarischer Form unter der Regie von Shamira Raphaëla aus dem Jahr 2021. Der Film hatte am 20. November 2021 auf dem International Documentary Festival Amsterdam 2021 seine Weltpremiere. Auf der Berlinale 2022 wurde er in der Sektion Generation gezeigt.

## Handlung
Im Zentrum des Films steht der vierzehnjährige Shabu, der mit seiner karibisch-niederländischen Familie im Süden von Rotterdam in einem Sozialbaukomplex lebt. Nachdem er das Auto seiner Großmutter bei einer Spritztour zu Schrott gefahren hat, muss er den Sommer über Geld verdienen, um für den Schaden aufzukommen, bevor die Großmutter aus ihrem Urlaub zurückkehrt. Da Shabu die gewöhnlichen Ferienjobs zu mühsam findet, entwickelt er eine Idee, wie er schnell und mit Vergnügen an Geld kommt.

## Produktion

### Filmstab
Regie führte Shamira Raphaëla, von der auch das Drehbuch stammt. Die Kameraführung lag in den Händen von Jurgen Lisse, Jefrim Rothuizen, Gregg Telussa und Rogier Timmermans, die Musik komponierte Michael Varekamp und für den Filmschnitt waren Lykle Tuinstra und David Verdurme verantwortlich.

### Produktion und Förderungen
Produziert wurde der Film von Nienke Korthof und Willem Baptist. 

### Dreharbeiten und Veröffentlichung
Shabu hatte am 20. November 2021 auf dem International Documentary Festival Amsterdam 2021 seine Weltpremiere. Auf der 72. Berlinale wurde er im Februar 2022 in der Sektion Generation gezeigt.

## Auszeichnungen und Nominierungen
Shabu befindet sich auf einer Shortlist von Filmen, die von den Niederlanden als Beitrag für die Oscarverleihung 2023 in der Kategorie Bester Internationaler Film eingereicht werden. Im Folgenden weitere Nominierungen und Auszeichnungen.
- 2021: International Documentary Film Festival Amsterdam
  - Nominierung für den IDFA Award[2]
- 2022: Internationale Filmfestspiele Berlin
  - Lobende Erwähnung beim Großen Preis der Internationalen Jury von Generation Kplus für den Besten Film[4][5]
  - Nominierung für den Gläsernen Bären für den besten Film in der Sektion Generation Kplus